# Can Marc (Breda)
Can Marc és un mas ubicat al terme municipal de Breda. Apareix fotografiat ja en els primers vols aeris dels americans l'any 1946 i 1956, on s'aprecia el mas i els camps treballats. Les fotografies es poden veure a través de l'eina del ICGC, Vissir3.
També conegut pel nom de la Cort d'en Marc per la seva funció de guarir bestiar.